# Oligomyrmex latro
Oligomyrmex latro är en myrart som beskrevs av Santschi 1937. Oligomyrmex latro ingår i släktet Oligomyrmex och familjen myror. Inga underarter finns listade i Catalogue of Life.